# جون ماتسوموتو
جون ماتسوموتو (باليابانية: 松本潤) (بالروماجي: Matsumoto Jun) هو ممثل ومغني وراقص من اليابان، ولد في 30 أغسطس 1983 في توشيما، طوكيو، هو عضوٌ في فرقة آراشي.

## وصلات خارجية
- جون ماتسوموتو على موقع IMDb (الإنجليزية)
- جون ماتسوموتو على موقع ميتاكريتيك (الإنجليزية)
- جون ماتسوموتو على موقع ألو سيني (الفرنسية)
- جون ماتسوموتو على موقع ميوزك برينز (الإنجليزية)
- جون ماتسوموتو على موقع تيرنر كلاسيك موفيز (الإنجليزية)
- جون ماتسوموتو على موقع أول موفي (الإنجليزية)
- جون ماتسوموتو على موقع قاعدة بيانات الفيلم (الإنجليزية)
- جون ماتسوموتو على موقع ليتربوكسد (الإنجليزية)
- جون ماتسوموتو على موقع كينوبويسك (الروسية)
- جون ماتسوموتو على موقع ANN person (الإنجليزية)